# Golica, Železniki
Golica je naselje v Občini Železniki.